# Bov (distrikt i Bulgarien)
Bov (bulgariska: Бов) är ett distrikt i Bulgarien.   Det ligger i kommunen Obsjtina Svoge och regionen Sofijska oblast, i den västra delen av landet, 40 km norr om huvudstaden Sofia.
I omgivningarna runt Bov växer i huvudsak lövfällande lövskog. Runt Bov är det ganska glesbefolkat, med 28 invånare per kvadratkilometer.